# Premio MTV Video Music al Mejor Latino
El premio al Mejor Latino fue presentado por primera vez en los MTV Video Music Awards en 2010, originalmente bajo el nombre de Mejor Artista Latino. Fue creado como reemplazo de los Los Premios MTV Latinoamérica, que finalizaron en 2009.

Desde 2014 hasta 2017, el premio no fue otorgado, solo para ser reintegrado en la ceremonia de premiación de 2018 con el nombre de Mejor Latino, siendo atribuido a videoclips y artistas intérpretes o ejecutantes. 
J Balvin y Anitta son los mayores ganadores de este premio, con tres galardones cada uno. J Balvin y Bad Bunny son los artistas más nominados de la categoría, con nueve nominaciones cada uno.

## Destinatarios

### Década de 2010
| Año         | Ganadores                           | Video                       | Nominados | Ref.  |
| ----------- | ----------------------------------- | --------------------------- | --- | ----- |
| 2010        | Aventura                            |                             | - Camila - Daddy Yankee - Pitbull - Shakira - Wisin & Yandel | [ 2 ] |
| 2011        | Wisin & Yandel                      | «Zun Zun Rompiendo Caderas» | - Don Omar y Lucenzo — «Danza Kuduro» - Enrique Iglesias (con Ludacris y DJ Frank E) — «Tonight (I'm Lovin' You)» - Maná — «Lluvia al Corazón» - Prince Royce — «Corazón Sin Cara»                   | [ 3 ] |
| 2012        | Romeo Santos                        |                             | - Juanes - Jennifer Lopez - Pitbull - Wisin & Yandel | [ 4 ] |
| 2013        | Daddy Yankee                        |                             | - Don Omar - Jesse & Joy - Pitbull - Alejandro Sanz | [ 5 ] |
| 2014 – 2017 |                                     |                             | |       |
| 2018        | J Balvin y Willy William            | «Mi Gente»                  | - Daddy Yankee – «Dura» - Luis Fonsi y Demi Lovato – «Échame la Culpa» - Jennifer Lopez (con DJ Khaled y Cardi B) – «Dinero» - Maluma – «Felices los 4» - Shakira (con Maluma) – «Chantaje»          | [ 6 ] |
| 2019        | Rosalía y J Balvin (con El Guincho) | «Con Altura»                | - Anuel AA y Karol G – «Secreto» - Bad Bunny (con Drake) – «Mia» - Benny Blanco, Tainy, Selena Gomez y J Balvin – «I Can't Get Enough» - Daddy Yankee (con Snow) – «Con Calma» - Maluma – «Mala Mía» | [ 7 ] |

### 2020
| Año  | Ganadores               | Video                | Nominados | Ref.   |
| ---- | ----------------------- | -------------------- | --- | ------ |
| 2020 | Maluma (con J Balvin)   | «Qué Pena»           | - Anuel AA (con Daddy Yankee, Ozuna, Karol G y J Balvin) – «China» - Bad Bunny – «Yo Perreo Sola» - J Balvin – «Amarillo» - Black Eyed Peas (con Ozuna y J. Rey Soul) – «Mamacita» - Karol G (con Nicki Minaj) – «Tusa» | [ 8 ]  |
| 2021 | Billie Eilish y Rosalía | «Lo Vas a Olvidar»   | - Bad Bunny y Jhay Cortez – «Dakiti» - J Balvin, Dua Lipa, Bad Bunny y Tainy – «Un Día (One Day)» - Black Eyed Peas y Shakira – «Girl Like Me» - Karol G – «Bichota» - Maluma – «Hawái»                                 | [ 9 ]  |
| 2022 | Anitta                  | «Envolver»           | - Bad Bunny – «Tití Me Preguntó» - J Balvin y Skrillex – «In da Getto» - Becky G y Karol G – «Mamiii» - Daddy Yankee – «Remix» - Farruko – «Pepas»                                                                      | [ 10 ] |
| 2023 | Anitta                  | «Funk Rave»          | - Bad Bunny – «Where She Goes» - Eslabon Armado y Peso Pluma – «Ella Baila Sola» - Grupo Frontera y Bad Bunny – «Un x100to» - Karol G y Shakira – «TQG» - Rosalía – «Despechá» - Shakira – «Acróstico»                  | [ 11 ] |
| 2024 | Anitta                  | Anitta – «Mil veces» | - Bad Bunny – «Monaco» - Karol G – «Mi ex tenía razón» - Myke Towers – «Lala» - Peso Pluma y Anitta – «Bellakeo» - Rauw Alejandro – «Touching the Sky» - Shakira y Cardi B – «Puntería»                                 | [ 12 ] |
| 2025 | TBA                     | TBA                  | - Bad Bunny – «Baile Inolvidable» - J Balvin – «Rio» - Karol G – «Si Antes Te Hubiera Conocido» - Peso Pluma – «La Patrulla» - Rauw Alejandro & Romeo Santos – «Khé?» - Shakira – «Soltera»                             | [ 13 ] |

## Estadísticas

### Artistas con múltiples victorias
3 victorias
- J Balvin
- Anitta

2 victorias
- Rosalía

### Artistas con múltiples nominaciones
9 nominaciones
- J Balvin
- Bad Bunny

8 nominaciones
- Karol G

7 nominaciones
- Shakira

5 nominaciones
- Maluma

4 nominaciones
- Anitta

3 nominaciones
- Pitbull
- Rosalía
- Wisin y Yandel
- Peso Pluma